# Corylopsis velutina
Corylopsis velutina är en trollhasselart som beskrevs av Hand.-mazz.. Corylopsis velutina ingår i släktet Corylopsis och familjen trollhasselfamiljen. Inga underarter finns listade i Catalogue of Life.